# Yves Congar

Congars Kardinalswappen

Yves-Marie-Joseph Kardinal Congar OP (* 8. April 1904 in Sedan, Frankreich als Georges Yves Marie Congar; † 22. Juni 1995 in Paris) war ein römisch-katholischer Theologe und Kardinal.
Congar gilt zusammen mit Jean Daniélou und Henri de Lubac als Vorkämpfer der Nouvelle théologie, die vor allem zwischen 1940 und 1950 bestimmte Strömungen der zeitgenössischen Philosophie im Zusammenhang der Glaubenslehre betrachtete. Die Nouvelle théologie stellte die Frage nach der Unveränderlichkeit und der Geschichtlichkeit der Wahrheit, wollte das Verhältnis zwischen Natur und Gnade bestimmen, und sie brachte die Themen des Marxismus, der nichtchristlichen Religionen und der Gotteserkenntnis neu in die theologische Diskussion ein. Damit waren Themen des Zweiten Vatikanischen Konzils vorgegeben und in der theologischen Diskussion eingebracht.

## Leben
Yves-Marie-Joseph Congar besuchte das Kleine Seminar in Reims und studierte ab 1921 am Séminaire des Carmes des Institut Catholique in Paris Philosophie und Katholische Theologie. Während seines Wehrdienstes als Reserveoffizier der französischen Besatzung in Mainz entschloss er sich, in den Dominikanerorden einzutreten.  1925/1926 absolvierte er das Noviziat in Amiens und setzte danach seine Studien an der Ordenshochschule Le Saulchoir fort. Am 25. Juli 1930 empfing er das Sakrament der Priesterweihe.
1931 wurde Yves Congar zum Dozenten an der Hochschule Le Saulchoir berufen. Ab 1935 war er Sekretär der bedeutenden Zeitschrift Revue des sciences philosophiques et théologiques. Yves-Marie-Joseph Congar nahm als Sanitäter der Französischen Armee am Zweiten Weltkrieg teil und saß von 1940 bis 1945 in deutscher Kriegsgefangenschaft in Colditz. Der Vatikan untersagte ihm in den Jahren 1954 bis 1956 die Ausübung seiner Lehrtätigkeit und das Veröffentlichen von Büchern, da er sich mit Positionen, die als extrem empfunden wurden, in der Bewegung der Arbeiterpriester engagierte. Nach seiner Rehabilitierung arbeitete Yves-Marie-Joseph Congar als Berater der Vorbereitungskommission des Zweiten Vatikanischen Konzils, an dem er in den Jahren 1962 bis 1965 als Experte (Peritus) teilnahm. Ab 1968 war er wegen einer schweren neurologischen Erkrankung in seinen Betätigungsmöglichkeiten nachhaltig eingeschränkt.
Papst Johannes Paul II. nahm Yves-Marie-Joseph Congar am 26. November 1994 als Kardinaldiakon mit der Titelkirche San Sebastiano al Palatino in das Kardinalskollegium auf. Congar wurde wegen seines fortgeschrittenen Alters und seines schlechten Gesundheitszustandes vom Empfang der seit Johannes XXIII. für alle Kardinäle vorgesehenen Bischofsweihe dispensiert.
Yves Congar starb am 22. Juni 1995 in Paris und wurde in der Gruft der Dominikaner auf dem Friedhof Montparnasse beigesetzt.

## Schriften (Auswahl)
- Der Heilige Geist („Je crois en l’esprit saint“). 3. Aufl. Herder, Freiburg/B. 1991, ISBN 3-451-19425-2.
- Der Fall Lefebvre. Schisma in der Kirche („La crise dans l’église et Monsieur Lefebvre“). Herder, Freiburg/B. 1977, ISBN 3-451-17887-7.
- Priester und Laien im Dienst am Evangelium („Sacerdoce et laïcat“), übersetzt von Herlinde Pissarek-Hudelist, Freiburg/B. 1965.
- Was kann der Laie für die Einigung tun? Paulus-Verlag, Recklinghausen 1960.